# Municipio de Toledo (Uruguay)
El Municipio de Toledo es uno de los municipios del departamento de Canelones, Uruguay. Tiene como sede a la ciudad homónima.

## Ubicación
El municipio se encuentra localizado en la zona centro-sur del departamento de Canelones, formando parte del Área Metropolitana de Montevideo. Limita al norte con el municipio de Sauce; al este con el de Suárez; al sur con el municipio Del Andaluz y al suroeste y oeste con el departamento de Montevideo.

## Características
El municipio fue creado por ley 18.653 del 15 de marzo de 2010, y forma parte del departamento de Canelones. Su territorio comprende al distrito electoral CQB de ese departamento.
Según el censo nacional de población de 2023, el municipio cuenta con un total de 20.007 habitantes, lo que representa el 3.3% de la población departamental.
Las localidades y zonas incluidas en este municipio son:
- Toledo
- Villa Crespo y San Andrés
- Villa Porvenir
- Villa San José
- Seis Hermanos

## Autoridades
Las autoridades del municipio son el alcalde y cuatro concejales.
Alcaldes según período:
| Nº | Alcalde        | Partido          | Inicio del mandato      | Fin del mandato         | Observaciones     | Concejales                                                                  |
| -- | -------------- | ---------------- | ----------------------- | ----------------------- | ----------------- | --------------------------------------------------------------------------- |
| 1  | Álvaro Gómez   | Frente Amplio FA | 2010                    | julio de 2015           | Alcalde elegido   |                                                                             |
| 2  | Álvaro Gómez   | Frente Amplio FA | julio de 2015           | 26 de noviembre de 2020 | Alcalde reelegido | Eduardo Pinazzo (FA) Gloria Laserre (FA) Mary Duran (PN) Alfredo Silva (PC) |
| 3  | José Luis Gini | Frente Amplio FA | 27 de noviembre de 2020 | 2025                    | Alcalde elegido   | Emilia Gómez (FA) Carlos Noble (FA) Silvia González (FA) Marcelo Ratto (PN) |